# Joachim Ntahondereye

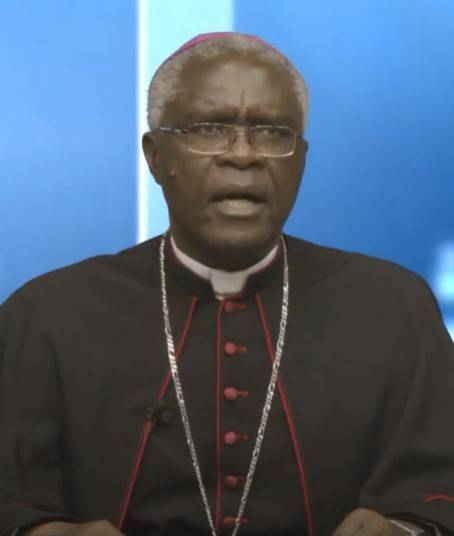
Joachim Ntahondereye, 2020

Joachim Ntahondereye (* 8. Mai 1953 in Camzai, Burundi) ist ein burundischer Geistlicher und römisch-katholischer Bischof von Muyinga.

## Leben
Joachim Ntahondereye empfing am 16. November 1980 das Sakrament der Priesterweihe für das Bistum Ruyigi.
Neben Aufgaben in der Pfarrseelsorge war er Ökonom des Knabenseminars des Bistums Ruyigi. Nach weiteren Studien in Rom wurde er an der Päpstlichen Akademie Alfonsiana promoviert. Anschließend lehrte er Moraltheologie am Päpstlichen Institut Regina Mundi in Rom und am Priesterseminar des Erzbistums Gitega.
Am 14. Dezember 2002 ernannte ihn Papst Johannes Paul II. zum Bischof von Muyinga. Der Erzbischof von Gitega, Simon Ntamwana, spendete ihm am 1. März 2003 die Bischofsweihe; Mitkonsekratoren waren der emeritierte Bischof von Muyinga, Roger Mpungu, und der Bischof von Ruyigi, Joseph Nduhirubusa.